# ガウシアンぼかし

ガウスぼかしの適用例。上から入力画像、標準偏差3ピクセルのぼかし、標準偏差10ピクセルのぼかし。

ガウスぼかし（ガウシアンブラー、英: Gaussian blur）とは、画像処理においてガウス関数をもちいて画像をぼかす処理である。デジタルカメラの撮像画像などからノイズを除去する目的や、アンシャープマスク処理、エッジ抽出の前処理などに応用できる。画像処理に限らない信号処理全般の分野ではガウスフィルター（ガウシアンフィルター、英: Gaussian filter）と呼ばれる。

## 定義

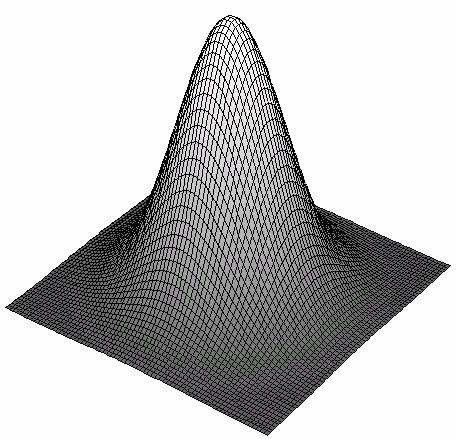
二次元ガウス関数

標準偏差 σ のガウスぼかしとは、n 次元の入力画像 A[i, j, ...] に対し n 次元ガウス関数
{\displaystyle G_{\sigma }(x,y,\dots )={\frac {1}{\left({\sqrt {2\pi \sigma ^{2}}}\right)^{n}}}\exp \left({-{\frac {r^{2}}{2\sigma ^{2}}}}\right)}（ここで {\displaystyle r^{2}=x^{2}+y^{2}+\cdots }）
の畳み込み和
{\displaystyle B[i,j,\dots ]=\sum _{x,y,\dots \in Z^{n}}G_{\sigma }(x,y,\dots )A[i-x,j-y,\dots ]}
をとることである。

## 実装
ガウスぼかしを得る最も単純な方法は畳み込み行列を用いることである。ガウス関数は中心から離れるにしたがって値が小さくなるので、rcutoff ~ 3σ 程度で打ち切って行列をつくればよい。
n次元ガウス関数は、n個の1次元ガウス関数の直積によって表される。この性質から、各方向に一度ずつガウスぼかしをかけることでも同じ結果を得ることができる。これによりピクセルあたりの計算量を{\displaystyle O(r_{\mathrm {cutoff} }^{n})}から{\displaystyle O(nr_{\mathrm {cutoff} })}とすることができ、ぼかし処理を高速化できる。
中心極限定理により、他の等方的なぼかし処理を繰り返し適用することでガウスぼかしを近似する結果を得ることもできる。